# Vaterpolo na OI 2012.
Natjecanja u vaterpolu na OI 2012. u Londonu održala su se od 29. srpnja. do 22. kolovoza.
Podijeljena su dva kompleta odličja, za muški i ženski vaterpolski turnir. 
Na muškom turniru sudjelovalo je 12 momčadi, a na ženskom 8 djevojčadi.

## Muškarci

### Izlučni kriterij
| Muški vaterpolo                      | Nadnevak                  | Domaćin     | Broj mjesta | Izborili sudjelovanje                   |
| ------------------------------------ | ------------------------- | ----------- | ----------- | --------------------------------------- |
| Domaćin                              | -                         | -London     | 1           | Velika Britanija                        |
| Svjetska liga u vaterpolu 2011.      | 21. – 26. lipnja 2011.    | Firenca     | 1           | Srbija                                  |
| Svjetsko prvenstvo u vaterpolu 2011. | 16. – 31. srpnja 2011.    | Šangaj      | 3           | Italija, Hrvatska, Mađarska             |
| Panameričke igre 2011.               | 23. – 29. listopada 2011. | Guadalajara | 1           | SAD                                     |
| Azijsko prvenstvo 2012.              | 23. – 29. siječnja 2012.  | Ćiba        | 1           | Kazahstan                               |
| oceanijski izlučni turnir            | neodržano                 | nitko       | 1           | Australija                              |
| olimpijski izlučni turnir            | 1. – 8. travnja 2012.     | Edmonton    | 4           | Crna Gora, Španjolska, Grčka, Rumunjska |
| UKUPNO                               |                           |             | 12          |                                         |

### Ždrijeb skupina
| Skupina A  | Skupina B        |
| ---------- | ---------------- |
| Grčka      | Mađarska         |
| Italija    | Crna Gora        |
| Kazahstan  | Rumunjska        |
| Španjolska | Velika Britanija |
| Australija | SAD              |
| Hrvatska   | Srbija           |

## Žene

### Izlučni kriterij
| Ženski vaterpolo          | Nadnevak                  | Domaćin     | Broj mjesta | Izborili sudjelovanje                 |
| ------------------------- | ------------------------- | ----------- | ----------- | ------------------------------------- |
| Domaćin                   | -                         | -           | 1           | Velika Britanija                      |
| Panameričke igre 2011.    | 23. – 28. listopada 2011. | Guadalajara | 1           | SAD                                   |
| Azijsko prvenstvo         | 23. – 29. siječnja 2012.  | Ćiba        | 1           | Kina                                  |
| oceanijski izlučni turnir | neodržano                 | nitko       | 1           | Australija                            |
| olimpijski izlučni turnir | 15. – 22. travnja 2012.   | Trst        | 4           | Mađarska, Rusija, Španjolska, Italija |
| UKUPNO                    |                           |             | 8           |                                       |

### Ždrijeb skupina
- Skupina A: Mađarska, Španjolska, Kina, SAD
- Skupina B: Italija, Velika Britanija, Rusija, Australija